# Biagui Kamissoko

Biagui Kamissoko (Paris, 9 de fevereiro, 1983) é um futebolista da França.